# Mer du Japon
La mer du Japon est une mer bordière de l'océan Pacifique Nord (voir ci-dessous pour d'autres noms). Elle est entourée au nord par la côte continentale russe, au nord-nord-est par l'île Sakhaline, à l'est-nord-est par l'île japonaise de Hokkaidō, au sud-est par Honshū, au sud-sud-ouest par Kyūshū et Jeju-do, et à l'ouest-sud-ouest par la péninsule coréenne. Elle est appelée Joseon Donhae (조선동해, littéralement « mer orientale de Corée ») en Corée du Nord et Donhae (동해, littéralement « mer de l'Est ») en Corée du Sud. La mer inclut dans ses eaux le détroit de Tatarie (entre la Russie continentale et l'île de Sakhaline), le détroit de Tsugaru (entre Hokkaidō et Honshu), et le détroit de Corée (entre la péninsule coréenne et Kyûshû).

## Toponymie
Dans la majorité des pays, la désignation usuelle est aujourd'hui « mer du Japon », et ce depuis au moins 1787. C'est le cas au Japon où elle est appelée Nihonkai (日本海), en Chine — Rìběnhǎi (日本海) — et en Russie — Iaponskoié morié (Япо́нское мо́ре). Cependant, en république de Corée elle est nommée Donghae (동해, 東海, « mer de l’Est »), et en république populaire démocratique de Corée, Joseon Donghae (조선동해, 朝鮮東海, « mer orientale de Corée » ).
Dans le passé, cette zone de la mer a été appelée Donhae 東海 (en Corée, signifiant « mer de l'Est »), Hokkaï 北海 (au Japon, signifiant « mer du Nord »), Jīng hǎi 鯨海 (en Chine, « mer des baleines »), ou Chôsen-kaï 朝鮮海 (« mer de Corée ») par rapport à l'océan Pacifique appelée 大日本海 (« mer du grand Japon »). La première apparition du nom « mer du Japon » est dans Kunyu Wanguo Quantu 坤輿万国全図 (Atlas du Monde» de Matteo Ricci (1602). Les autorités hydrographiques du Royaume-Uni (depuis 1863), des États-Unis (depuis 1854), de Russie et de France ont uniquement utilisé la « mer du Japon » dans leurs cartes marines liées à cette zone maritime depuis leur première édition.
Le nom de « mer du Japon », retenu par l’Organisation hydrographique internationale, est devenu officiel en 1928. Les Coréens dénoncent cette appellation décidée à l’occasion de la conférence de Monaco, déplorant de n’avoir pu y participer en tant que nation indépendante, le pays étant sous occupation japonaise à cette époque. L’appellation de la mer du Japon est l’un des thèmes de revendication des patriotes coréens, qui tentent depuis l’après-guerre de faire changer l'usage international.[réf. nécessaire] La Corée du Sud et la Corée du Nord ont soudainement demandé que l’appellation « mer du Japon » soit modifiée en 1992, lors de la sixième Conférence des Nations Unies sur la normalisation des noms géographiques. Ces deux pays continuent de soulever cette question lors des conférences internationales des Nations unies concernées, ainsi que lors des réunions de l’Organisation hydrographique internationale (OHI).
Le Voluntary Agency Network of Korea, organisation non-gouvernementale sud-coréenne basée sur internet établie en 1999 et financée par des donations privées ainsi que publiques, vise à remplacer l'appellation officielle « mer du Japon » par « mer de l'Est » (« East Sea » en anglais), traduction de leur appellation Donhae. Si les organismes gouvernementaux étrangers résistent, de nombreux organismes privés se rendent pour calmer leur « harcèlement cybernétique ». Le porte-parole d'un site internet d'information explique que la société a pris la décision de remplacer l'appellation de la mer du Japon par celle de la mer de l'Est, « pas nécessairement parce que la société était d'accord avec les militants sud-coréens, mais parce que le bombardement d'e-mails était insupportable ». Cette société a reçu une vingtaine d'e-mails par jour pendant plus d'un an jusqu'à ce que finalement elle décide de changer le nom de la mer. De même, la National Geographic Society et d'autres sites Web ont modifié leurs politiques de dénomination à la suite de « campagnes d'envoi de courriers électroniques et de lettres ».
Selon l’argumentation coréenne : 
- de plus en plus de médias et cartographes commencent à utiliser la double appellation mer du Japon/mer de l’Est pour rester neutre ;
- l’ONU dans sa résolution III/20 sur la standardisation des noms géographiques et l’Organisation hydrographique internationale dans sa résolution A.4.2.6. recommandent l'utilisation de la double appellation en cas de conflit entre différents États et ceci jusqu’à ce qu'un accord soit trouvé entre ces derniers.

Outre le fait que cette appellation « mer du Japon » puisse être considérée comme nationaliste, la demande sud-coréenne peut poser la question du parti-pris, puisque les cartes coréennes présentent cette mer comme étant celle « de l’Est », et la mer Jaune comme étant celle « de l’Ouest ».
En 2006 lors d’un sommet APEC, la proposition a été faite par le président sud-coréen Roh Moo-hyun au Premier ministre japonais Shinzo Abe de régler ce conflit en appelant cette mer « mer de la Paix » ou « mer de l’Amitié ». La position actuelle du Japon est qu'il n'a pas l'intention de changer la dénomination « mer du Japon » actuellement utilisée par la communauté internationale.
En 2012, l’Organisation hydrographique internationale (OHI), organisme international qui a notamment pour objectif d'uniformiser les cartes et documents nautiques, a décidé de continuer à employer la dénomination unique « mer du Japon » et de ne pas employer la dénomination double « mer du Japon/mer de l’Est ». Elle rejette ainsi les demandes de la république de Corée,,,.

## Géographie
L'Organisation hydrographique internationale définit les limites de la mer du Japon de la façon suivante :
- Au sud-ouest, 
  - avec la mer de Chine orientale :

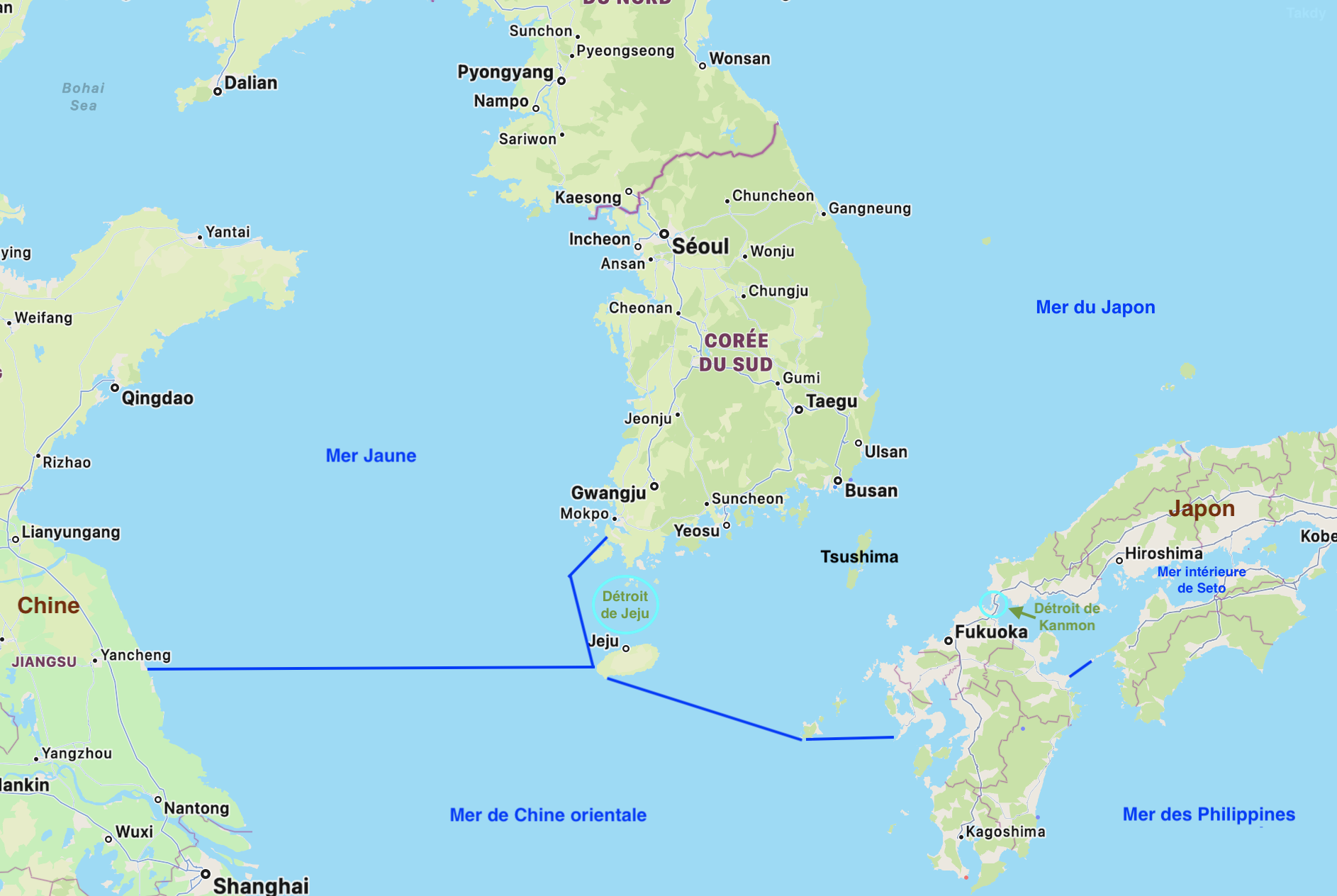
Limites sud-ouest de la mer du Japon

depuis Nomozaki 野母崎  (32° 34′ 11″ N, 129° 44′ 23″ E) à Kyūshū, jusqu’à la pointe sud de l'île Fukue (Kasayama zaki 笠山崎) ((32° 34′ 26″ N, 128° 46′ 18″ E), et à travers cette île jusqu’à Ôse-Zaki 大瀬崎 ( 32° 36′ 46″ N, 128° 35′ 60″ E
), l'extrémité ouest de l'île Fukue (archipel de Gotô), et jusqu’à Punam-got (33° 11′ 43″ N, 126° 17′ 24″ E), la pointe sud de l'île Jeju-do (ou Cheju-tô 濟州島, 済州島, en Corée du Sud), à travers cette île jusqu’à son extrémité ouest (33° 17′ 33″ N, 126° 09′ 39″ E) ; 
- Au sud-ouest, 
  - avec la mer Jaune :

de l'extrémité ouest de l'île Jeju-do, jusqu'au rocher Kan-Sŏ (34° 14′ 00″ N, 125° 29′ 38″ E) dans l'archipel Mengoru (ou Maenggol-gundo 孟骨郡島) ; de là jusqu'à la pointe nord de Ok-do (ou Oku-tô 玉島) (34° 22′ 53″ N, 125° 57′ 54,3″ E
), ensuite jusqu'à la pointe ouest de Soseongnam-do (ou Shô-jônan-tô 小城南島, (34° 24′ 03″ N, 126° 01′ 59″ E
) puis jusqu'à la pointe nord de Seongnam-do (ou Jônan-tô 城南島, (34° 24′ 24″ N, 126° 02′ 24″ E
) ; de là, jusqu'à une pointe sur la côte de Jindo (ou Chin-tō 珍島, (34° 25′ 00″ N, 126° 05′ 31″ E), le long de la côte nord-ouest de cette île jusqu'à sa pointe nord (34° 35′ 22″ N, 126° 14′ 59″ E); et de là, une ligne en direction du nord-est jusqu'à la terre ferme de la péninsule coréenne ;
- Au sud-ouest,
  - avec la mer intérieure de Seto :

dans le détroit de Kanmon 関門海峡 (ou détroit de Shimonoseki 下関海峡) : une ligne joignant Nagoya-Zaki 名護屋崎 (33° 54′ 46″ N, 130° 49′ 60″ E
 ) dans l’île de Kyūshū à travers les îles d’Uma shima 馬島 et Mutsure jima 六連島 jusqu’au Murasakino-Hana 村崎ノ鼻 (34° 01′ 29″ N, 130° 54′ 16″ E
) dans l’île de Honshū ;
- À l’est :

dans le détroit de Tsugaru 津軽海峡 :
depuis l’extrémité du Shiriya-Zaki 尻屋崎 (41° 25′ 51″ N, 141° 27′ 45″ E
) dans l'île de Honshū, à l’extrémité d’Esan-misaki 恵山岬 (41° 48′ 08″ N, 141° 11′ 12″ E) dans l'île de Hokkaidō;
- Au nord-est :

dans le détroit de La Pérouse (détroit de Sōya 宗谷海峡) :
une ligne joignant le cap Sōya (45° 31′ 22″ N, 141° 56′ 12″ E), en territoire japonais, au cap Crillon (45° 53′ 34″ N, 142° 04′ 51″ E), dans l'oblast de Sakhaline, en Russie ;
- Au nord :

du mys Tyk (cap Tyk) (51° 44′ 56″ N, 141° 40′ 16″ E), dans l'oblast de Sakhaline (Russie), au mys Yuzhnyy (cap Sushchëva) (51° 40′ 56″ N, 141° 06′ 21″ E), dans le kraï de Khabarovsk (Russie).

### Les îles
La mer du Japon comprend plusieurs îles :
- sous souveraineté russe : l'île Moneron, l'île Rousski ;

- sous souveraineté japonaise : îles Rebun et Rishiri, Yagishiri-tō, Teuri-tō, l'île Okushiri, l'île d'Oshima ō-shima, l'île d'Oshima ko-jima, Sadoga-shima, Mitsuke-jima, Noto-jima, les îles Oki, Ōmi-jima, Tsushima, Okino-shima, l'île Iki et les îles Gotō, Hashima et Hirado (dans la baie de Nagasaki) ;

- sous souveraineté nord-coréenne : Mayang-do (ceb), Ryŏdo (en), Al-Sőm ;

- sous souveraineté sud-coréenne : Geojedo, Namhaedo, Changseondo, Dolsando, Wando, Jeju-do, Jindo, Ulleungdo et Jukdo,

- sous souveraineté revendiquée par la Corée du Sud, le Japon, et la Corée du Nord : les rochers Liancourt

## Hydrographie et ressources
Le point le plus profond est de 3 742 mètres au-dessous du niveau de la mer, la profondeur moyenne est de 1 752 mètres. La superficie de la mer est d'environ 978 000 km2. La mer a trois bassins principaux : le bassin de Yamato se situe dans le Sud-Est de la mer du Japon ; le bassin du Japon dans le nord ; le bassin de Tsushima (en) dans le Sud-Ouest. Le bassin du Japon est la région la plus profonde de la mer, alors que les eaux les moins profondes peuvent être trouvées dans le bassin de Tsushima.
Sur les rivages orientaux, les plateaux continentaux de la mer sont larges, mais sur les rivages occidentaux, en particulier le long de la côte coréenne, ils sont étroits, faisant en moyenne trente kilomètres. L'eau chaude de la mer contribue au climat doux du Japon.
Le Nord et le Sud-Est de la mer sont des secteurs de pêche riches. L'importance de la pêche en mer est bien illustrée par l'occupation unilatérale par la Corée du Sud des rochers Liancourt (Dokdo en coréen, Takeshima en japonais) depuis 1952 et les réclamations continues du Japon sur ces rochers. La mer est également importante pour ses dépôts de minerais, en particulier le sable de magnétite[réf. nécessaire]. On y trouve également du gaz naturel et quelques gisements de pétrole. Depuis la croissance des économies de l'Est asiatique, la mer du Japon est une voie commerciale importante.